# Return of Django
Return of Django è il secondo album del gruppo musicale giamaicano The Upsetters, pubblicato nel 1970 dall'etichetta discografica Trojan Records.
Il disco è essenzialmente una raccolta di brani strumentali, in precedenza pubblicati su singolo, dagli Upsetters per Lee Perry. Il titolo è un riferimento al film Django di Sergio Corbucci, del 1966; il cosiddetto spaghetti-western, insieme al Kung Fu, era il genere preferito di Lee Perry, ed ebbe su di lui, e sulle sue produzioni discografiche, una notevole influenza. Nel 2003 è uscita una nuova edizione del disco su CD, pubblicata ancora dalla Trojan Records, arricchita di 8 bonus tracks.

## Successo
Tra il 1968 e il 1971 più di venti singoli reggae/rocksteady ebbero notevole successo in Gran Bretagna, raggiungendo le vette delle classifiche di vendita inglesi (le UK pop charts).
Tra queste, due brani strumentali entrarono nella top ten inglese nello stesso mese (ottobre 1969): Return of Django degli Upsetters raggiunse il quinto posto della classifica e Liquidator degli Harry J All Stars il nono.

## Return of Djangonella cultura di massa
La prima traccia, Return of Django, è stata utilizzata come colonna sonora nel videogioco Grand Theft Auto: London 1969.

## Tracce

### LP originale

#### Lato A
1. Return of Django - 2:36
2. Touch of Fire - 2:43
3. Cold Sweat - 2:52
4. Drugs and Poison - 3:16
5. Soulful I - 2:41
6. Night Doctor - 2:47

#### Lato B
1. One Punch - 2:48
2. Eight for Eight - 3:08
3. Live Injection - 3:21
4. Man from MI.5 - 2:42
5. Ten to Twelve - 2:37
6. Medical Operation - 3:11

### CD (del 2003)
Riedizione del 2003 con 8 bonus tracks.
1. Return of Django - 2:36
2. Touch of Fire - 2:43
3. Cold Sweat - 2:52
4. Drugs and Poison - 3:16
5. Soulful I - 2:41
6. Night Doctor - 2:47
7. One Punch - 2:48
8. Eight for Eight - 3:08
9. Live Injection - 3:21
10. Man from MI.5 - 2:42
11. Ten to Twelve - 2:37
12. Medical Operation - 3:11
13. Give Love a Try (AKA Since You Are Gone) - Pat Kelly
14. Badam Bam - The Ravers
15. Slow Motion (Take 3)
16. Love Me Baby Version (Take 1)
17. Take a Sip
18. Wax It
19. Till I Can't Take it Any More Version
20. Unknown Reggae Instrumental